# Harp (sistema de archivos)
Harp es un sistema de ficheros tipo UNIX distribuido que replica la información y es accesible vía interfaz VFS. Su nombre poviene de las  siglas del inglés Highly Available, Reliable, Persistent. Provee alta disponibilidad y almacenamiento fiable de ficheros y garantiza que las operaciones sobre los ficheros son ejecutadas atómicamente a pesar de ejecutarse en un entorno con concurrencias y fallos (Ejemplo caídas de nodos y posibles particionamiento de la red). Para ello implementa una estrategia de replicación de la información.

## Viewstamped replication
Para coordinar las réplicas usa como protocolo de consenso llamado ViewStamped Replication, también conocido por sus siglas VSR. VSR es similara a Zab en el sentido de que cada nodo no es una máquina de estado y sólo sigue un orden primario. VSR, al ser usado  en un sistema de ficheros, trata con requisitos de tolerancia a pérdidas de información, tiempo de ejecución y recuperación